# Biserica reformată-calvină din Câmpia Turzii
Biserica Reformată-Calvină s-a construit între anii 1677–1680, în satul de atunci Ghiriș-Arieș (astăzi Câmpia Turzii, județul Cluj) cu contribuția financiară, lăsată prin testament, a fostului principe al Transilvaniei Ferenc Rhédei. E situată în centrul localității, în Piața Mihai Viteazul nr. 1. Este cel mai vechi edificiu al orașului Turda și e este înscrisă pe lista monumentelor istorice din județul Cluj (cod LMI CJ-II-m-B-07555) elaborată de Ministerul Culturii din România în anul 2015.

## Istoric
Este o clădire fortificată din piatră, împrejmuită cu ziduri defensive (păstrate parțial până în zilele noastre). Zidurile au fost și mai înalte, dar, după ce nu au mai avut nici un rol de apărare, înalțimea lor a fost redusă. În 1786 bisericii i s-au adus unele modificări: s-a refăcut interiorul și s-a reparat bolta, pe cheltuiala contesei Rachel Kendeffy de Malomvíz  (1780-1840), al cărei nume este scris pe o placă de marmură în stânga amvonului. 
Portalul de intrare are o lespede inscripționată care face referire la anul 1702 și la donatoarea pe cheltuiala căreia a fost construită, Sophia Serédi. 
Luptele din toamna anului 1944 au cauzat avarii însemnate și acestei biserici. Biserica a fost reparată în cursul anului 1946.

## Galerie de imagini

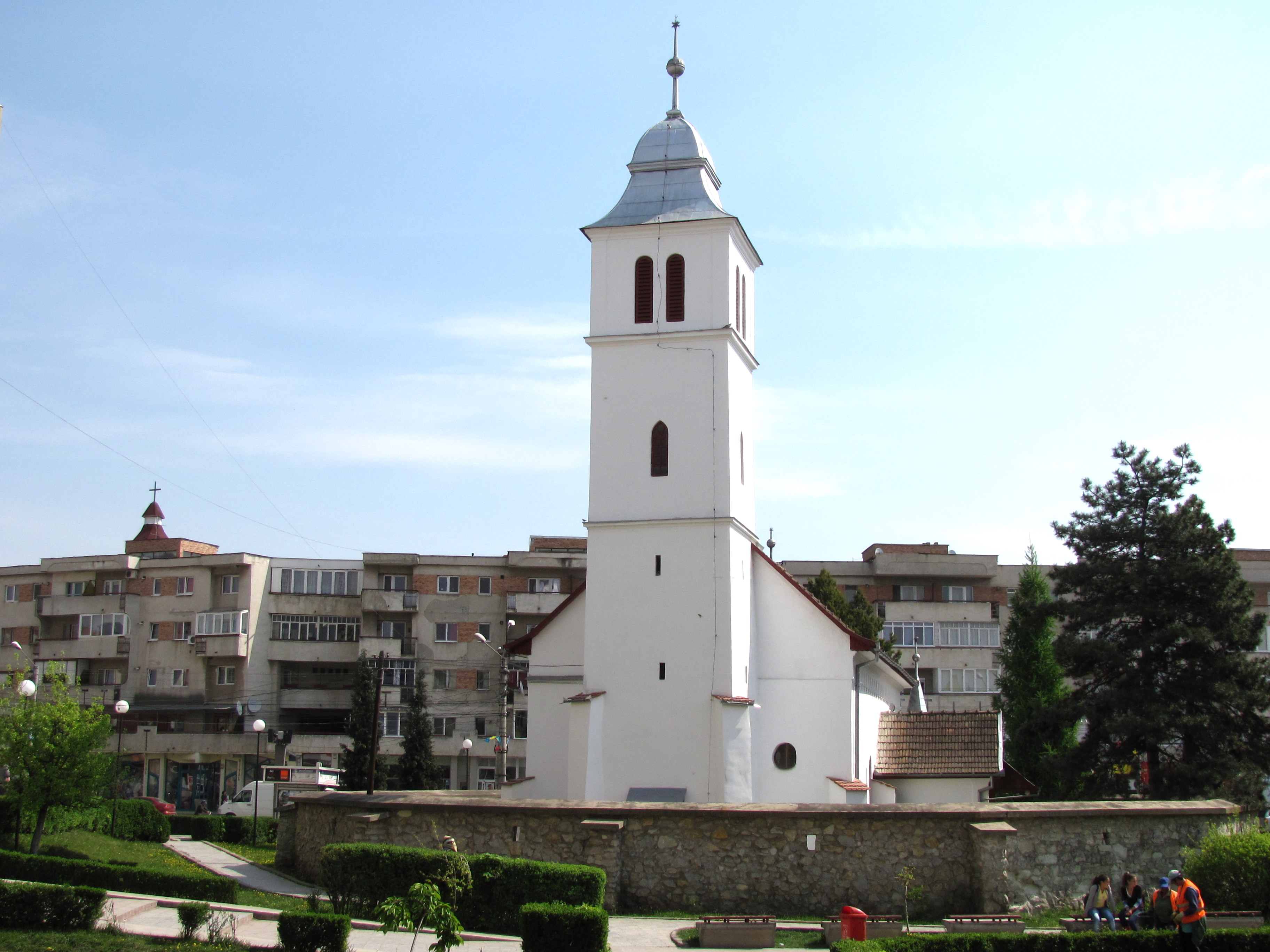
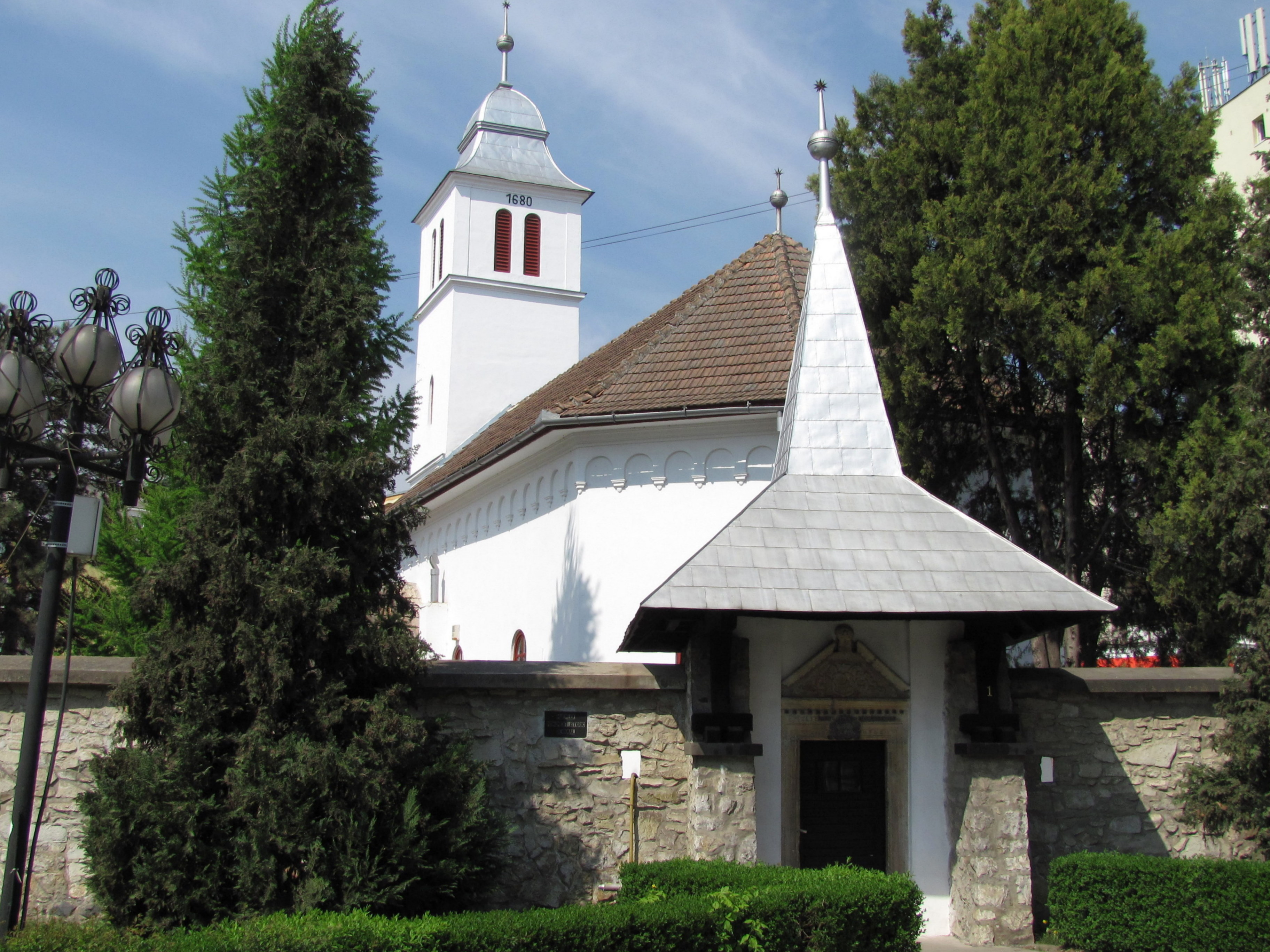
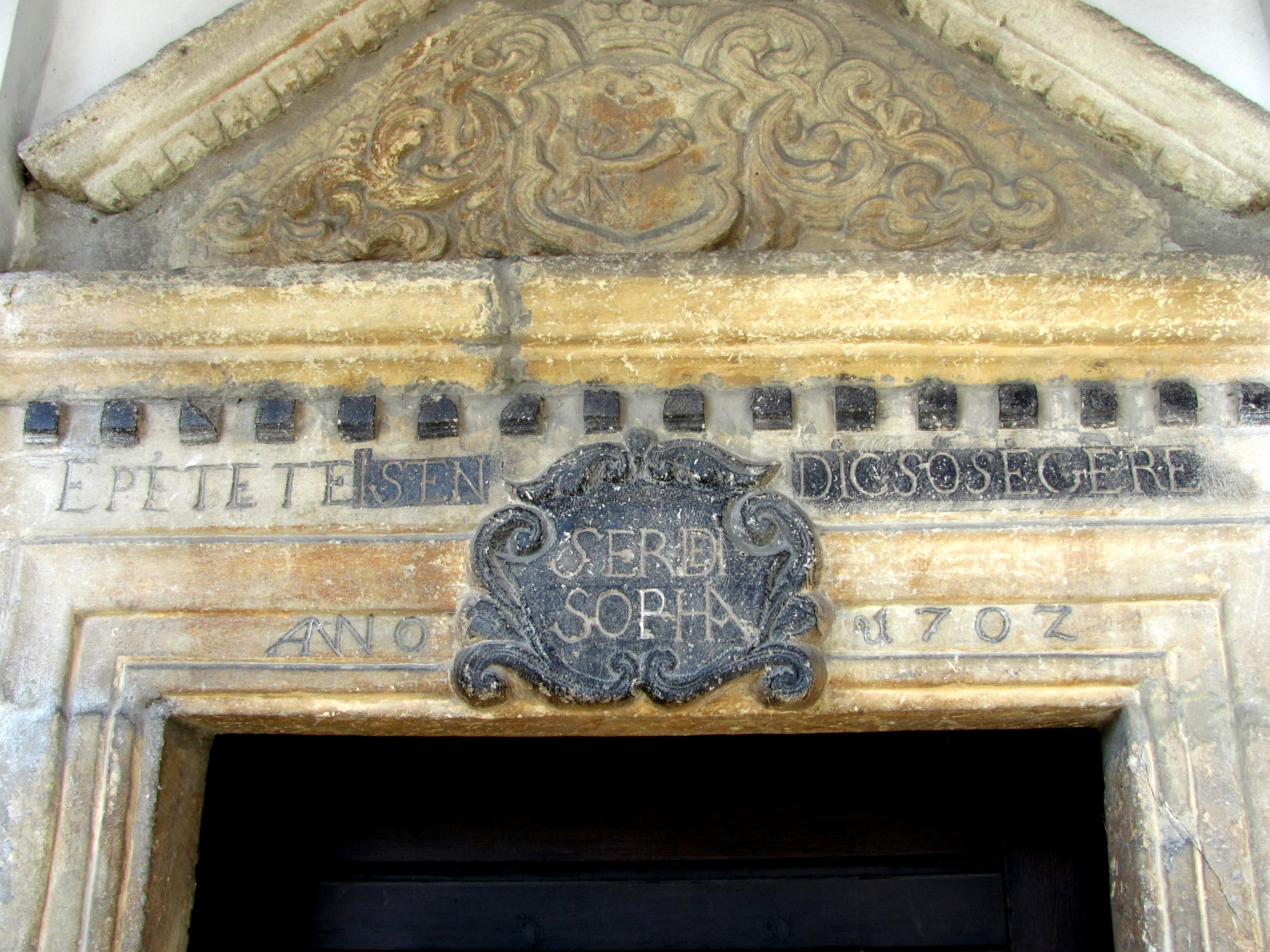
Lespedea inscripţionată de pe portal